# Gerd Schaller
Pour les articles homonymes, voir Schaller.
Répertoire
Ludwig van Beethoven, Alban Berg, Anton Bruckner, Karl Goldmark, Johann von Herbeck, Leoš Janáček, Erich Wolfgang Korngold, Jules Massenet, Johann Simon Mayr, Franz Schubert, Richard Strauss, Franz von Suppé, Giuseppe Verdi, Richard Wagner
Gerd Schaller, né à Bamberg en 1965, est un chef d'orchestre allemand.

## Carrière
Gerd Schaller a étudié la musique à l'école supérieure de musique de Würzburg et la médecine à Université Friedrich-Alexander d'Erlangen-Nuremberg.
Il obtient son premier poste à l’Opéra de Hanovre en 1993. Nommé chef principal au Théâtre de Brunswick en 1998, il est ensuite directeur général de la musique à l’Opéra de Magdebourg, de 2003 à 2006. Musicien indépendant depuis 2006, il est chef invité de nombreuses formations, principalement en Allemagne mais aussi en République tchèque, en Pologne et en Roumanie.
Gerd Schaller dirige les œuvres du répertoire allemand et italien, dont Richard Wagner, Richard Strauss, et Giuseppe Verdi.
En 1990, il crée le Festival d'été d'Ebrach en Franconie, dont il est toujours le directeur artistique. Cette manifestation musicale est organisée en collaboration avec le studio de Franconie de la Radio bavaroise (Bayerischer Rundfunk).
En 2008, il fonde l’orchestre Philharmonie Festiva, constitué de membres des célèbres Münchner Bachsolisten auxquels se joignent des musiciens issus d’autres orchestres d’Allemagne et des pays voisins.

## Enregistrements de Bruckner
Gerd Schaller doit sa renommée à son intégrale des symphonies d’Anton Bruckner, dont certaines versions n’avaient jamais été enregistrées, pour le label Profil - Edition Günter Hänssler. Ken Ward, rédacteur en chef de The Bruckner Journal, évoque un « petit miracle musical ». Pour le critique David Hurwitz, Schaller « est incontestablement un excellent chef brucknérien » et son enregistrement de la Cinquième  Symphonie est absolument sans « aucun faux pas ». À propos de l’enregistrement des Quatrième, Septième et Neuvième Symphonies, de Bruckner, les rédacteurs du site AllMusic notent : « Les interprétations de ces trois symphonies enregistrées en public par Gerd Schaller et l’orchestre Philharmonie Festiva sont de tout premier ordre, avec une grande attention accordée aux détails et une maîtrise des tempi qui impulse cette musique et lui confère sa cohérence. »
En 2016, Gerd Schaller a été sélectionné à l'unanimité par la Bruckner Society of America en tant que récipiendaire de la médaille d'honneur "Julio Kilenyi" en reconnaissance pour son plaidoyer pour la musique du compositeur.

## BRUCKNER2024
BRUCKNER2024 vise à interpréter toutes les symphonies dans toutes les versions, y compris les rares versions intermédiaires, et à les enregistrer sur CD d'ici le 200e anniversaire du compositeur Anton Bruckner,. Il s'agit d'un projet de coproduction entre Gerd Schaller, la Philharmonie Festiva, le Bayerischer Rundfunk - Studio Franken, le label de CD Profil Edition Günter Hänssler et l'Ebracher Musiksommer. La base du projet est le cycle Bruckner enregistré par Gerd Schaller et la Philharmonie Festiva, principalement dans l'église abbatiale de l'ancien monastère cistercien d'Ebrach depuis 2007, qui est progressivement complété par des enregistrements d'autres versions et le 4 septembre 2024 pour le 200e anniversaire du compositeur Anton Bruckner devrait être terminé.

## Gerd Schaller et l’achèvement de la Neuvième symphonie de Bruckner (2016)
Le dernier mouvement de la Neuvième Symphonie de Bruckner est resté inachevé. Gerd Schaller a reconstitué la fin de l’œuvre à partir des notes du compositeur, en tenant compte de tous les brouillons disponibles, y compris les plus anciennes esquisses. Sur la base des manuscrits originaux, il s’est efforcé combler le maximum de lacunes de la partition. Sa version « achevée » compte 736 mesures. Puisant dans son expérience de direction d’orchestre et sa parfaite connaissance des techniques de composition de Bruckner, Gerd Schaller a pu compléter les manuscrits et autres documents fragmentaires et enregistrer l’intégrale des onze symphonies du compositeur, de sorte que même les passages dont la matière musicale n’est pas totalement originale sont dans un style brucknérien reconnaissable.
À la tête de l’orchestre Philharmonie Festiva, il a dirigé la première de sa version du finale le 24 juillet 2016 dans le cadre du Festival estival d’Ebrach.[12] Enregistré en direct, ce concert à l’église abbatiale du monastère d’Ebrach a donné lieu à un double CD. Pour le critique Ralph Moore, cette interprétation « se mesure aux meilleures, grandement rehaussée par un arrangement d’une richesse et d’une complexité extraordinaires, fruit d’une élaboration quasi alchimique de la masse d’ébauches et de fragments laissés par Bruckner. Même sans le finale, l’événement était considérable ; l’ajout de Schaller en fait un inoubliable souvenir musical. » Il conclut : « Schaller relie les bribes de partition laissées par Bruckner avec une logique musicale sans faille. Les dix dernières minutes de cette exécution resteront à jamais un des plus grands moments musicaux de ma vie. » Pour Bruckner Insiders : « Le son et l’interprétation étaient sublimes » et, plus loin : « Certaines tentatives antérieures d’achèvement du 4e mouvement s’étaient avérées stylistiquement inadéquates [...]. Mais pas la version de Schaller. Non seulement elle est immédiatement à la hauteur de l’œuvre mais elle réserve la surprise d’un finale déchaîné. Mieux encore, cette nouvelle version présente une « Reprise » à laquelle personne d’autre ne s’était risqué alors qu’elle apparaît bel et bien dans les esquisses de Bruckner. La magnifique coda de Schaller, avec son spectaculaire développement, offre une sorte de rétrospective des thèmes des symphonies de Bruckner mais remaniés et cités de manière indirecte. Selon le témoignage du médecin de Bruckner, ce dernier lui avait joué au piano sa version du finale et le praticien avait remarqué le chevauchement de thèmes extraits des précédentes symphonies. En reprenant cette idée dans la coda, Gerd Schaller donne une formidable crédibilité à sa démarche. »
Dans The Bruckner Journal, Ken Ward évoque ainsi l’objectif du chef : « La structure et la portée du finale, tel qu’il le conçoit, ont guidé Schaller dans son travail de reconstitution d’une version jouable, à partir des fragments et premières ébauches de Bruckner. Le chef a tenu à souligner ce point au cours de nos entretiens. Il n’a jamais eu la prétention de réaliser la version définitive, encore moins de suivre une approche sèchement académique. Son objectif était de retrouver la cohérence musicale et spirituelle de l’héritage de Bruckner. »
La fugue du dernier mouvement est un élément essentiel de ce travail : concentrée à l’extrême, la tension du contrepoint conduit à l’apogée du matériau thématique du début de la symphonie, transposé en majeur, et introduit une rétrospective polythématique de tous les mouvements (comme dans la Huitième symphonie). Ward écrit à ce propos : « Le déroulement de la fugue était parfait. Non seulement la tension ne se relâchait pas mais elle redoublait d’intensité. La réexposition du thème des cors en triolet (là où s’arrêtent les bifeuillets achevés de Bruckner) continue, se développe puis s’apaise. »
Puisant thèmes et motifs dans diverses œuvres de Bruckner, Gerd Schaller achève la coda du dernier mouvement sous forme d’une rétrospective compositionnelle en utilisant des éléments constitutifs de symphonies précédentes, d’œuvres chorales symphoniques et des références thématiques d’autres mouvements de la Neuvième.

## Précisions techniques sur l’achèvement de la Neuvième de Bruckner par Gerd Schaller
Instrumentation : bois par trois (flûtes, hautbois, clarinettes en si bémol, bassons) ; cuivres : 8 cors en fa (cors 7 et 8 : également en si bémol ; cors 5-8 alternent avec les tubas wagnériens : 2 tubas ténor en si bémol et 2 tubas basse en fa) ; 3 trompettes en fa ; trombones alto, ténor et basse, tuba contrebasse ; timbales ; cordes (violon I / II, alto, violoncelle, contrebasse).
Minutage des mouvements:
Feierlich, Misterioso : 25:54 (567 mesures)
Scherzo. Bewegt, lebhaft - Trio. Schnell : 10:58 (250/264 mesures)
Adagio. Langsam, feierlich : 23:00 (243 mesures)
Finale. (Bewegt, doch nicht zu schnell) : 24:40 (736 mesures)

## Transcription pour orgue de Schaller du Neuvième de Bruckner, y compris la version du Finale (révisée en 2020)
En 2020, il a arrangé la 9e symphonie d'Anton Bruckner, y compris le dernier mouvement qu'il a terminé, pour orgue et l'a joué lui-même sur l'orgue principal de l'ancienne église abbatiale cistercienne d'Ebrach. Le Bayerischer Rundfunk (Studio Franken) a produit l'enregistrement, le CD a été publié en 2021 par Profil Edition Günter Hänssler,. Le travail de Gerd Schaller a été guidé par les compositeurs d'orgue français du XIXe siècle Alexandre Guilmant, Louis Vierne et Charles Marie Widor, qui ont tous écrit des sonates pour orgue et des symphonies pour l'instrument. Dans le Bruckner Journal, Ken Ward écrit: "Mais ce que Schaller a créé à partir du 9e de Bruckner est une« symphonie d’orgue »- non pas comme un médiocre substitut à la vraie chose, mais comme une œuvre à considérer en parallèle de l’original".

## Œuvres rares
La discographie de Gerd Schaller fait la part belle aux œuvres rares du répertoire d’opéra et de concert, comme en témoignent de nombreux premiers enregistrements : La reine de Saba et Merlin de Karl Goldmark; Fedra de Johann Simon Mayr avec la Norddeutsche Rundfunk - Radio de l'Allemagne du Nord,; la Grande Messe de Johann von Herbeck.
L’enregistrement de Merlin a reçu le Prix ECHO Klassik 2010 du « meilleur enregistrement d’opéra de l’année (19e siècle) ». Le Requiem de Franz von Suppé, enregistré en direct, a fait l’objet d’un CD mais aussi d’une diffusion radiophonique et télévisuelle.
Gerd Schaller a dirigé diverses productions scéniques d’opéras parmi lesquelles Wozzeck d'Alban Berg, Hérodiade de Jules Massenet, La ville morte d’Erich Wolfgang Korngold  et L'Affaire Makropoulos de Leoš Janáček.

## Direction d’orchestre
Gerd Schaller a dirigé les formations suivantes :
- Bachsolisten, Munich
- Kapellsolisten (solists) de la Staatskapelle de Dresde
- Meiningen Hofkapelle
- Orchestre de chambre philharmonique de Bamberg
- Opéra de Hanovre
- Orchestre de la radio de Munich
- Orchestre du Théâtre national de Brunswick
- Orchestre du Théâtre Wielki de Varsovie
- Orchestre national de Basse-Saxe, Hanovre
- Orchestre philharmonique George Enescu, Bucarest
- Orchestre symphonique de la radio de Bucarest, Roumanie
- Orchestre Philharmonique de la radio NDR
- Orchestre symphonique de la radio de Prague
- Orchestre philharmonique de Magdebourg
- Orchestre symphonique de Nuremberg
- Orchestre symphonique du Théâtre national de Prague

## Discographie

### Enregistrements des symphonies d’Anton Bruckner
- Symphonies complètes, Messe no 3, Psaume 146, Pièces avec orgue – PH17024 (2018)
- Symphonie en fa mineur (1863) – PH 15004 (2016)[6]
- Symphonie no 1 – version viennoise 1891 – PH19084 (2019)[24]
- Symphonie no 1 – version de Linz, 1866 (édition Carragan) – PH12022 (2012)[25]
- Symphonie en ré mineur (1869) – PH15035 (2015)[26]
- Symphonie no 2 – version de 1872 (édition Carragan) – PH12022 (2012)[25]
- Symphonie no 3 – version de 1874 (édition Carragan), premier enregistrement – PH12022 (2012)[25]
- Symphonie no 3 – version de 1890 (édition Schalk) – PH18002 (2018)
- Symphonie no 4 – version de 1874 (édition Nowak) – PH22010 (2021)
- Symphonie no 4 – version de 1878/80 - PH11028 (2011)[8]
- Symphonie no 4 – version de 1878/80 avec le finale « Volksfest » (fête populaire) – PH13049 (2013)[27]
- Symphonie no 5 – PH14020 (2014)[7]
- Symphonie no 6 – PH14021 (2014)[28]
- Symphonie no 7 – PH11028 (2011)[8]
- Symphonie no 8 – variantes intermédiaires de 1888 (édition Carragan), premier enregistrement[29] ; Musique funèbre « À la mémoire d’Anton Bruckner » composée par Otto Kitzler, orchestrée par Schaller, premier enregistrement mondial[30] – PH13027 (2013)
- Symphonie no 9 – reconstruction du finale par William Carragan dans la révision de 2010 – PH11028 (2011)[8]
- Symphonie no 9 – reconstruction du finale par Gerd Schaller 2016 – PH16089 (2016)
- Symphonie no 9 – reconstruction du finale par Gerd Schaller dans la révision de 2018 – PH18030 (2018)
- Symphonie no 9 arrangé pour orgue – reconstruction du finale par Gerd Schaller dans la révision de 2020 – PH21010 (2021)

### Enregistrements avec le Chœur Philharmonique de Munich
- Karl Goldmark : Merlin, premier enregistrement - PH09044 (2009)[31]
- Franz von Suppé : Requiem - PH12061 (2012)[32]
- Johann Ritter von Herbeck : Grande messe, premier enregistrement - PH15003 (2015)[33]
- Anton Bruckner : Messe no 3, Psaume 146, Pièces avec orgue– PH16034 (2016)[34]

### Autres enregistrements
- Ludwig van Beethoven : Symphonie no 3 - PH15030 (2015)[35]
- Ludwig van Beethoven : Symphonie no 4 - PH15030 (2015)[35]
- Ludwig van Beethoven : Symphonie no 5 - PH15030 (2015)[35]
- Karl Goldmark : Symphonie no 1 « Noces de campagne » - PH10048 (2011)[36]
- Franz Schubert : Symphonie « Inachevée » en si mineur D759, dans la version en quatre mouvements de William Carragan, premier enregistrement - PH12062 (2012)
- Franz Schubert : « Grande » Symphonie en do majeur D944 - PH12062 (2012)